# Atheta aemula
Atheta aemula es una especie de escarabajo del género Atheta, familia Staphylinidae. Fue descrita científicamente por Erichson en 1839.
Habita en Canadá y los Estados Unidos.